# Wilco (motorfiets)
Wilco is een Nederlands historisch merk van motorfietsen.
Nederlands motormerk dat ontstond toen fietsenmaker en motorhandelaar Martinus (Tinus) Willink uit Enschede besloot in slappe tijden motorfietsen te gaan maken. Wilco staat waarschijnlijk voor Willink en Compagnon. De compagnon was mogelijk Walter de Lange. Tussen 1948 en 1950 werden er waarschijnlijk tussen de 50 en 100 motorfietsjes gebouwd, eenvoudige machientjes met eigen frames en een Sachs-blokje van 98 cc. 